# Fridingen an der Donau
Fridingen an der Donau település Németországban, azon belül Baden-Württembergben. Lakosainak száma 3161 fő (2023. december 31.). Fridingen an der Donau Beuron, Buchheim és Kolbingen községekkel határos.

## Népesség
A település népessége az elmúlt években az alábbi módon változott:
| Lakosok száma | 2148 | 2656 | 2830 | 2864 | 3078 | 3288 | 3327 | 3213 | 3098 | 3161 |
|               | 1961 | 1967 | 1974 | 1980 | 1987 | 1993 | 2000 | 2006 | 2013 | 2023 |